# (921) Jovita
(921) Jovita – planetoida z pasa głównego asteroid okrążająca Słońce w ciągu 5 lat i 238 dni w średniej odległości 3,17 au. Została odkryta 4 września 1919 roku w Landessternwarte Heidelberg-Königstuhl w Heidelbergu przez Karla Reinmutha. Nazwa pochodzi od imienia żeńskiego. Przed nadaniem nazwy planetoida nosiła oznaczenie tymczasowe (921) 1919 FV.